# Konzeptfahrzeuge von Cadillac
Seit 1949 stellte die Cadillac-Division von General Motors fast jedes Jahr bis zu fünf Konzeptfahrzeuge vor. Bisher sind erschienen:
| Präsentationsjahr | Typ                                                               |
| ----------------- | ----------------------------------------------------------------- |
| 1946              | Interceptor                                                       |
| 1949              | Series 62 El Rancho Fleetwood 60 Embassy Fleetwood Coupe de Ville |
| 1950              | Series 62 Debutante                                               |
| 1952              | Eldorado Golden Anniversary Townsman                              |
| 1953              | Le Mans Orleans                                                   |
| 1954              | El Camino La Espada Park Avenue PF 200 Cabriolet                  |
| 1955              | Eldorado Brougham LaSalle II                                      |
| 1956              | Castilian Eldorado Brougham Town Car Gala Maharani Palomino       |
| 1957              | Director                                                          |
| 1958              | Skylight                                                          |
| 1959              | XP-74 Cyclone Loewy Cadillac Sedan Starlight                      |
| 1961              | PF Jacqueline                                                     |
| 1964              | Florentine                                                        |
| 1965              | XP-840 Eldorado Fastback                                          |
| 1966              | XP-825 Eldorado                                                   |
| 1967              | Eldorado                                                          |
| 1970              | NART                                                              |
| 1971              | Eldorado Wagon                                                    |
| 1978              | TAG Function Car                                                  |
| 1985              | Cimarron                                                          |
| 1988              | Voyage                                                            |
| 1989              | Solitaire                                                         |
| 1990              | Aurora                                                            |
| 1994              | LSE                                                               |
| 1999              | Evoq                                                              |
| 2000              | Imaj                                                              |
| 2001              | Vizón                                                             |
| 2002              | Cien                                                              |
| 2003              | Escalade ESV Executive Edition Concept Sixteen                    |
| 2005              | BLS Villa                                                         |
| 2008              | CTS Coupé Provoq                                                  |
| 2009              | Converj                                                           |
| 2010              | XTS Platinum                                                      |
| 2010              | Urban Luxury                                                      |
| 2011              | Ciel                                                              |
| 2013              | Elmiraj Concept                                                   |
| 2016              | Escala                                                            |